# Озёрное-Титово
Озерное-Титово — посёлок в Карасукском районе Новосибирской области. Входит в состав Троицкого сельсовета.

## География
Площадь посёлка — 32 гектара

## Население
| 2002 | 2007 | 2010 |
| ---- | ---- | ---- |
| 293  | ↗326 | ↗348 |

## История
Основано в 1836 году. В 1926 г. деревня Озерно-Титово состояла из 66 хозяйств, проживало 324 жителя, основное население — русские. В составе Карасукского сельсовета Черно-Курьинского района Славгородского округа Сибирского края.

## Инфраструктура
В посёлке по данным на 2007 год функционируют 1 учреждение здравоохранения, 1 образовательное учреждение.